# UNET
UNET is een internet service provider in Nederland, gevestigd in Almere. UNET biedt breedbandoplossingen en communicatiediensten aan op basis van glasvezel.

## Organisatie
UNET is opgericht in 2003 en maakt sinds 2013 onderdeel uit van Eurofiber Group. Andere dochtermaatschappijen zijn Eurofiber Nederland, Eurofiber België, Dataplace en DCspine.
Doordat UNET deel uitmaakt van Eurofiber Group beschikt het over een glasvezelnetwerk van ongeveer 26.000 km in de Benelux.
UNET biedt een uitgebreid portfolio aan diensten en services over glasvezel:
- Zakelijke telefonie
- Pinnen over IP
- Managed WIFI
- Straalverbindingen
- Alarm over IP
- Co-locatie
- VPN
- Anti DDOS
- Fallback